# 丹尼尔·吉罗·艾略特
丹尼尔·吉罗·艾略特（英語：Daniel Giraud Elliot，1835年3月7日—1915年12月22日）是一位美国动物学家，专攻鸟类学，是美国鸟类学家联盟的创始人。

## 纪念
美国国家科学院1917年开始颁发的丹尼尔·吉罗·艾略特奖章，以他的名字命名。